# Milan Kundera
Milan Kundera, född 1 april 1929 i Brno, Tjeckoslovakien (i nuvarande Tjeckien), död 11 juli 2023 i Paris, Frankrike, var en tjeckisk författare. Flera av hans romaner har filmatiserats. Han blev fransk medborgare år 1981 och var bosatt i Paris.

## Biografi
Kunderas far Ludvík Kundera (1891–1971) var pianist, rektor och professor i musikologi vid musikaliska akademin i Brno. Efter andra världskriget arbetade Kundera som försäljare och jazzmusiker. Kundera studerade musikologi, filmvetenskap, litteratur och estetik vid Karlsuniversitetet i Prag och avlade examen 1952. Han arbetade därefter som lärare, blev docent och senare professor och undervisade i världslitteratur. Därtill var han redaktör vid litterära tidskrifter.
Kundera debuterade som skönlitterär författare med en diktsamling, men skrev sedan framför allt romaner. 1948 gick han med i tjeckoslovakiska kommunistpartiet; han uteslöts 1950 för sin individualistiska åskådning, men återupptogs några år senare, och han förblev partimedlem till 1970. Från 1950-talet var han verksam som lärare, översättare och författare. Med anledning av hans engagemang i Pragvåren förlorade han sin anställning vid universitetet, och hans böcker förbjöds. 
När hans andra roman Zivot je jinde (sv. Livet är någon annanstans) utkom 1969 hade Sovjetunionen invaderat Tjeckoslovakien året innan, och på grund av huvudpersonens politiska åsikter kring kommunismen förbjöds boken av de tjeckoslovakiska myndigheterna. Alla Kunderas böcker plockades då även bort från samtliga bibliotek och bokhandlare i Tjeckoslovakien. För att kunna fortsätta sitt författarskap flyttade Kundera till Frankrike där han blev gästprofessor i Rennes 1975. Från 1979 var han bosatt i Paris där han var verksam som professor vid École des Hautes Études. 1979 fråntogs han helt sitt tjeckoslovakiska medborgarskap på grund av publiceringen av Kniha smichu a zapomneni, (sv. Skrattets och glömskans bok, 1981). 
Kundera gav sällan offentliga framträdanden, och föredrog från 1985 att bli intervjuad skriftligt. Han förbehöll sig rätten att korta ner sin officiella biografi till ett minimum, i den litteraturkritiska tradition som med Roland Barthes fokuserar på textens mening och tar avstånd från biografiska tolkningar. Han strök också verk från 1950- och 1960-talet med förevändningen att de var omogna och att han inte längre stod för dem.
Kundera blev flerfaldigt prisbelönad. Bland annat tilldelades han Tjeckoslovakiens statspris 1964, Prix Médicis 1973 och Österrikiska statens pris för europeisk litteratur 1987.

## Författarskap
Kundera inledde sin litterära karriär som poet och hans första bok, poesisamlingen Clovek zahrada širá, publicerades i Tjeckoslovakien 1953. Han utkom med ett flertal ytterligare poesisamlingar, en framgångsrik pjäs i en akt, Majitelé Klícu (1962), som behandlade problemet med den enskilda människans bevekelsegrunder för politisk handling, samt bland annat även novellsamlingen Smesné lásky (sv. Kärlekens löjen)  (1963) innan han beslutade sig för att börja skriva romaner. Hans debutroman, Zert (sv. Skämtet, 1970), om stalinismens inverkan på känslolivet, utkom 1967 och blev en mindre internationell framgång. 
Kundera gjorde 1984 stor internationell succé då romanen Nesnesitelná lehkost bytí (sv. Varats olidliga lätthet) utkom. Boken förblev förbjuden i Kunderas hemland fram till år 1989. Nesnesitelná lehkost bytí blev 1988 framgångsrikt filmatiserad av Philip Kaufman i den amerikanska filmen Varats olidliga lätthet, med bland andra Lena Olin, Daniel Day-Lewis och Juliette Binoche i huvudrollerna, och boken förblir än idag det verk som Kundera främst är känd för.
Förutom skönlitteratur skrev Kundera också om litterär estetik, i Umění románu: Cesta Vladislava Vančury za velkou epikou (1960) och i essäsamlingen Romankonsten.

## Stil
Kundera menade själv att hans främsta influenser var renässansförfattare och bland andra Giovanni Boccaccio, Robert Musil, Witold Gombrowicz, Franz Kafka och Martin Heidegger. De första verken skrev han på tjeckiska, men från Romankonsten och Odödligheten skrev han på franska.